# Smrečno
Smrečno je naselje v Občini Slovenska Bistrica.V veliki večini je pokrito z iglastimi gozdovi.